# Budakovo
Budakovë en albanais et Budakovo en serbe latin (en serbe cyrillique : Будаково) est une localité du Kosovo située dans la commune/municipalité de Theranda/Suva Reka et dans le district de Prizren/Prizren. Selon le recensement de 2011, elle compte 1 774 habitants, tous albanais.

## Histoire
La mosquée du village remonte au XIXe siècle ; elle est proposée pour une inscription sur la liste des monuments culturels du Kosovo.

## Démographie

### Évolution historique de la population dans la localité
| 1948 | 1953  | 1961  | 1971  | 1981  | 1991  | 2011  |
| ---- | ----- | ----- | ----- | ----- | ----- | ----- |
| 949  | 1 046 | 1 127 | 1 374 | 1 576 | 1 891 | 1 774 |

|  |